# Статический временной анализ
Статический временной анализ (СВА, англ. Static timing analysis) — это метод расчёта временных параметров СБИС, не требующий полноценного электрического моделирования работы схемы.

## Назначение
В синхронных схемах данные передаются от одного триггера к другому через некоторый комбинационный участок. Триггерами управляет сигнал тактовой синхронизации, период которого определяется задержкой передачи сигнала со входа триггера на его выход. В таких системах возможны два типа ошибок:
- hold time violation — нарушение времени удержания.
- setup time violation — нарушение времени предустановки.

Время, в которое прибывает сигнал на выход может варьироваться в силу многих причин: схема может выполнять разные операции, варьируется температура окружающей среды или напряжение, изменяться под влиянием процесса производства и т. д. Главной задачей СВА в этом случае становится проверка того, что несмотря на все возможные вариации сигнал прибудет на выход схемы в заданные временные рамки, что является условием безошибочной работы схемы.

## Определения
- Критический путь — путь прохождения сигнала от входа до выхода схемы, имеющий наибольшую задержку.
- Задержка распространения сигнала — время, которое требуется электрическому сигналу, чтобы достичь некоторого узла в схеме.
- Предельно допустимая задержка сигнала — максимальная задержка сигнала, при превышении которой необходимо увеличить длительность тактового периода.
- Запас (slack) — значение, обычно рассчитываемое для каждого узла схемы, равное разности между предельно допустимой и фактической задержкой сигнала.